# Ольденбургские
Ольденбу́ргские (нем. von Oldenburg) — российский герцогский и княжеский род немецкого происхождения, ветвь Гольштейн-Готторпской линии династии Ольденбургов, бывшие правителями княжества Ольденбург (позже герцогства). Они находились в близком родстве с династией Гольштейн-Готторп-Романовых, правившей в Российской империи. Младшая линия дома, потомки Петра Фридриха Георга, носила титул принцев Ольденбургских и князей Романовских.

## История
Из готторпской линии Ольденбургов в начале XVIII века выделилась младшая ветвь, основателем которой был дядя герцога Карла Фридриха Кристиан Август. Его дочь Иоганна, выданная замуж за ангальт-цербстского князя Кристиана Августа, стала матерью Екатерины II. Таким образом, Кристиан Август был не только двоюродным дедом Петра III, но и родным дедом Екатерины.
Когда в 1743 году возник вопрос, кто будет наследником шведского престола, Россия поддержала кандидата из опекаемой ею Готторпской династии, посадив на трон сына Кристиана Августа, дядю Екатерины Адольфа Фридриха (1751—1771). Сын его Густав III (1771—1792), восстановивший абсолютизм в Швеции, — племянник по матери Фридриха II Прусского и кузен Екатерины II.
Россия позаботилась и о судьбе второго дяди Екатерины из Готторпского дома. Вступив на престол, царица урегулировала больной для русско-датских отношений готторпский вопрос. Она отказалась от готторпского герцогства, отдав его Дании. Взамен Дания передала в 1773 году принадлежавшее ей графство Ольденбургское (в 1777 году оно стало герцогством) Фридриху Августу Гольштейн-Готторпскому, младшему брату шведского короля Адольфа Фредрика. Сам он, его сын, а затем потомки его младшего брата Георга Людвига составят герцогскую династию Ольденбурга, находящуюся под постоянным покровительством российских императоров. С 1829 года герцоги Ольденбургские будут именоваться великими герцогами.
После Фридриха Августа Герцогством правил его сын Вильгельм (ум. 1829 г.), но так как он был недееспособным, регентом при нём стал его двоюродный брат принц Пётр (1755—1829).
У Петра был брат Вильгельм Август (1753—1774). Оба они воспитывались при русском Дворе под руководством императрицы Екатерины Великой. Принцы состояли на российской военной службе. Однако Вильгельм Август, служивший на флоте, погиб, утонув в 1774 году в Ревельской бухте. Пётр, служа в сухопутных войсках, был участником русско-турецкой войны 1787—1792 гг. По прошествии революций и наполеоновских войн, сотрясавших Европу, в 1823 году Принц Пётр унаследовал Ольденбург. Женат Великий Герцог был на Принцессе Фридерике Вюртембергской (1765—1785), родной сестре императрицы Марии Феодоровны, супруги Павла I.
От этого брака у Петра было двое сыновей — Павел Фридрих Август (1783—1853) и Пётр Фридрих Георг (1784—1812). Оба брата получили образование в Лейпцигском университете. Последний из них в России носил имя Принца Георгия Ольденбургского и стал основателем ветви русских Принцев Ольденбургских (Уложение об Императорской Фамилии предусматривало пожалование титула Императорского высочества дальним родственником, и Николай I воспользовался этим правом в отношении Петра Георгиевича Ольденбургского в 1845 году). Эта линия угасла в 1932 году.

## Генеалогия
- Кристиан Август Гольштейн-Готторпский (1673—1726), князь-епископ Любека с 1705; жена: Альбертина Фридерика Баден-Дурлахская
  - Гедвига София (9 октября 1705 — 4 октября 1764)
  - Карл (26 ноября 1706 — 31 мая 1727)
  - Фредерика Амалия (12 января 1708 — 19 января 1731)
  - Анна (3 февраля 1709 — 1 февраля 1758)
  - Адольф Фредрик (14 мая 1710 — 12 апреля 1771), кронпринц Швеции с 1743, король Швеции с 1751
    - Короли Швеции

  - Фридрих Август (20 сентября 1711 — 6 июля 1785), князь-епископ Любека и князь-регент Ойтина с 1750, граф Ольденбурга с 1773, герцог Ольденбурга с 1774
    - Пётр Фридрих Вильгельм (3 января 1754 — 2 июля 1823), герцог Ольденбурга с 1785
    - Луиза Шарлотта (2 октября 1756 — 31 июля 1759)
    - Гедвига Елизавета Шарлотта (22 марта 1759 — 20 июня 1818); муж: с 1774 Карл XIII (7 октября 1748 — 5 февраля 1818), король Швеции и Норвегии

  - Иоганна Елизавета (24 октября 1712 — 30 мая 1760), будущая супруга герцога Ангальт-Цербстского, мать Екатерины II.
  - Фредерика София (2 июня 1714—1714)
  - Вильгельм Кристиан (20 сентября 1716 — 26 июня 1719)
  - Фридрих Конрад (12 марта 1718—1718)
  - Георг Людвиг (16 марта 1719 — 7 сентября 1763), генерал-фельдмаршал русской армии
    - Вильгельм Август (ум. 1774)
    - Пётр I Фридрих Людвиг (17 января 1755 — 21 мая 1829), администратор герцогства Ольденбург 1785—1810, 1813—1823, герцог Ольденбурга с 1823
      - Август I (13 июля 1783 — 27 февраля 1853), великий герцог Ольденбурга с 1829
        - Великие герцоги Ольденбурга

      - Принц Пётр Фридрих Георг (Георгий Петрович) Ольденбургский (1784—1812); жена: великая княгиня Екатерина Павловна (1788—1819), в первом браке принцесса Ольденбургская
        - Принц Ольденбургский, Пётр Георгиевич (1812—1881); жена: принцесса Терезия-Вильгельмина Нассауская (1815—1871)
          - Великая княгиня Александра Петровна (рожд. принцесса Ольденбургская; 1838—1900), муж: Николай Николаевич Старший
          - Ольденбургский, Николай Петрович (1840—1886); 29 мая 1863 года женился морганатическим браком на Марии Ильиничне Булацель (1845—1907). От великого герцога Ольденбургского 13 июля 1863 года она получила титул графини Остернбург для себя и своего потомства.
            - Александра (1864—1952) — с 1885 года супруга Павла Петровича Вероля (1863—1931)
            - Пётр (1866—1868)
            - Ольга (1868—1869)
            - Вера (1871—1888)

          - Принц Ольденбургский, Александр Петрович (1844—1932); жена: Евгения Максимилиановна Лейхтенбергская (1845—1925), светлейшая княжна Романовская, в замужестве принцесса Ольденбургская
            - Ольденбургский, Пётр Александрович (1868—1924) — первый супруг великой княгини Ольги Александровны

          - Ольденбургский, Константин Петрович (1850—1906); жена: княгиня Агриппина Константиновна Дадиани, урождённая Джапаридзе (1855—1927). 20 октября 1882 года от герцога Ольденбургского получила для себя и своего потомства титул графов фон Царнекау
            - Александра Константиновна фон Царнекау (1883—1957) — в 1900—1908 годах — супруга Георгия Александровича Юрьевского; с 1908 года — Льва Васильевича Нарышкина.
            - Екатерина Константиновна фон Царнекау (1884—1963)
            - граф Николай Константинович фон Царнекау (1885—1976); жена: в 1-м браке 1917—1930 с Марианной Эриковной фон Дерфельден, урождённая фон Пистолькорс, во 2-м браке с 1935 года с Андрианной Аристуа. У Николая детей не было.
            - Алексей Константинович фон Царнекау (1887—1918); жена: в 1-м браке 1914—1918 с Верой Этель Олкотт, во 2-м браке с 1918 года с Анной Берс. Дети Алексея не известны.
            - Пётр Константинович фон Царнекау (1889—1961); жена: с 1914 года Тамара Прокофьевна Шервашидзе.
              - граф Константин Петрович фон Царнекау (1916—1977); жена: Марсель Трико
                - граф Петр Константинович фон Царнекау (1948 года); жена: Мари Жозефина Анастаси
                  - Николай Петрович фон Царнекау (1968 года)

              - Нина Петровна Царнекау (1919-?)

            - Нина Константиновна фон Царнекау (1892—1922).

#### Энциклопедические статьи
- Дворянские роды Российской империи. Том 2. Князья / Авторы-составители Станислав Думин, Пётр Гребельский, Андрей Шумков, Михаил Катин-Ярцев, Томаш Ленчевский. — СПб.: ИПК «Вести», 1995. — 264 с. — 10 000 экз. — ISBN 5-86153-012-2.
- Ольденбургские, принцы // Военная энциклопедия : [в 18 т.] / под ред. В. Ф. Новицкого … [и др.]. — СПб. ; [М.] : Тип. т-ва И. Д. Сытина, 1911—1915.
- Ольденбургские принцы // Энциклопедический словарь Брокгауза и Ефрона : в 86 т. (82 т. и 4 доп.). — СПб., 1890—1907.
- Ольденбургские принцы // Новый энциклопедический словарь: В 48 томах (вышло 29 томов). — СПб., Петроград, 1911—1916.
- Ольденбургские : [арх. 25 сентября 2022] / Ю. А. Кузьмин // Океанариум — Оясио. — М. : Большая российская энциклопедия, 2014. — С. 17. — (Большая российская энциклопедия : [в 35 т.] / гл. ред. Ю. С. Осипов ; 2004—2017, т. 24). — ISBN 978-5-85270-361-3.
- Ольденбургские // Немцы России (энциклопедия) / Председатель ред. коллегии В. Карев. — М.: Издательство «Общественная Академия наук российских немцев», 2004. — Т. 2: К—О. — С. 711. — ISBN 5-93227-002-0.

#### Монографии
- Анненкова Э. А., Голиков Ю. П. Принцы Ольденбургские в Петербурге. – СПб.: Росток, 2004. – 480 с.: ил. ISBN 5-94668-019-6.
- Анненкова Э. А., Смагина Г. И. Просвещённый благотворитель принц П. Г. Ольденбургский. – СПб.: Лики России, 2012. – 184 с. ISBN 978-5-87417-399-9.
- Анненкова Э. А., Голиков Ю. П. Принц Пётр Георгиевич Ольденбургский. – СПб.: Росток, 2012. – 352 с.: ил. ISBN 978-5-94668-052-3.
- Анненкова Э. А. Принцессы Ольденбургские. – М.: Изд. дом Тончу, 2014. – 784 с.: ил. ISBN 978-5-91215-099-9.
- Голиков Ю. П., Сапронов Н. С. Попечитель Императорского Института экспериментальной медицины принц Александр Петрович Ольденбургский. – СПб.: Росток, 2010. – 239 с: ил. – Тираж 600 экз. – ISBN 978-5-94668-082-0.